# Чемпионат мира по футболу 1958
Чемпионат мира по футболу 1958 — 6-й чемпионат мира, который прошёл в Швеции с 8 по 29 июня 1958 года. В финальной части турнира сыграли 16 сборных. Чемпионом мира впервые стала сборная Бразилии, обыгравшая в финальном матче сборную Швеции со счётом 5:2.

## Выбор места проведения чемпионата
Интерес к проведению чемпионата мира проявляли Аргентина, Чили, Мексика и Швеция. На конгрессе ФИФА, который прошёл в Рио-де-Жанейро 23 июня 1950 года, местом проведения чемпионата мира 1958 года была выбрана Швеция, других официальных заявок подано не было.

## Формат турнира
По сравнению с чемпионатом 1954 года был изменён формат проведения турнира. 16 команд, прошедших квалификацию, делились на 4 группы, где играли между собой по одному разу, без дополнительного времени, допускались ничьи. Если команды со второго и третьего места в группе набирали одинаковое количество очков, то между ними назначалась переигровка. Если в результате переигровки была зафиксирована ничья, то за критерий отбора принималось соотношение забитых и пропущенных мячей. Если и оно было одинаковым, то победитель определялся жребием. В случае, когда одинаковое количество очков набирали команды, занявшие первое и второе место, то их положение в группе определялось соотношением забитых и пропущенных мячей. Эти правила не были окончательно приняты к началу турнира и их обсуждение продолжалось во время чемпионата.
В итоге переигровки пришлось проводить в трёх группах из четырёх.

## Стадионы
Матчи чемпионата мира приняли двенадцать городов центральной и южной Швеции.
| Гётеборг            |
| ------------------- |
| Уллеви              |
| Вместимость: 53 500 |
|                     |
| Эскильстуна         |
| Тунаваллен          |
| Вместимость: 22 000 |
|                     |
| Сандвикен           |
| Йернваллен          |
| Вместимость: 20 000 |
|                     |
| Бурос               |
| Рюаваллен           |
| Вместимость: 15 000 |
|                     |

| Хельсингборг        |
| ------------------- |
| Олимпия             |
| Вместимость: 27 000 |
|                     |
| Норрчёпинг          |
| Идроттспаркен       |
| Вместимость: 20 000 |
|                     |
| Уддевалла           |
| Римнерсваллен       |
| Вместимость: 17 778 |
|                     |
| Вестерос            |
| Аросваллен          |
| Вместимость: 10 000 |
|                     |

| Сольна (вблизи Стокгольма)                                                                                     | Мальмё              |
| --- | ------------------- |
| Росунда | Мальмё              |
| Вместимость: 52 400                                                                                            | Вместимость: 30 000 |
| |                     |
| Бурос Эскильстуна Гётеборг Хальмстад Хельсингборг Мальмё Норрчёпинг Эребру Сандвикен Сольна Уддевалла Вестерос |                     |
| Хальмстад | Эребру              |
| Эрьянс Валль                                                                                                   | Эйраваллен          |
| Вместимость: 15 000                                                                                            | Вместимость: 13 000 |
| |                     |

## Участники
| Европа (12 команд) - Австрия - Англия - Венгрия - ФРГ — автоматически попала в финальный турнир как чемпион мира - СССР - Северная Ирландия - Уэльс - Франция - Чехословакия | - Шотландия - Швеция — автоматически попала в финальный турнир как организатор - Югославия Северная и Центральная Америка (1 команда) - Мексика Южная Америка (3 команды) - Аргентина - Парагвай - Бразилия |

## Обзор турнира
Чемпионат закончился победой сборной Бразилии, которая обыграла в финале сборную Швеции со счетом 5:2. Кубок мира 1958 года стал дебютным для семнадцатилетнего Пеле, в будущем признанного одним из лучших футболистов в истории футбола. Этот чемпионат также стал первым для СССР, Северной Ирландии и Уэльса.

## Групповой этап

### Группа 1
| Поз | Команда           | И | В | Н | П | МЗ | МП | СМ    | РМ | О | Квалификация     |
| --- | ----------------- | - | - | - | - | -- | -- | ----- | -- | - | ---------------- |
| 1   | ФРГ               | 3 | 1 | 2 | 0 | 7  | 5  | 1,400 | +2 | 4 | Выход в плей-офф |
| 2   | Северная Ирландия | 3 | 1 | 1 | 1 | 4  | 5  | 0,800 | −1 | 3 | Выход в плей-офф |
| 3   | Чехословакия      | 3 | 1 | 1 | 1 | 8  | 4  | 2,000 | +4 | 3 |                  |
| 4   | Аргентина         | 3 | 1 | 0 | 2 | 5  | 10 | 0,500 | −5 | 2 |                  |

1. 1 2  Второе место определилось в матче плей-офф: Северная Ирландия 2:1 Чехословакия.

| Аргентина   | 1:3     | ФРГ                        |
| ----------- | ------- | -------------------------- |
| Корбатта 2′ | (отчёт) | - Ран 32′ 79′ - Зеелер 40′ |

| Северная Ирландия | 1:0     | Чехословакия |
| ----------------- | ------- | ------------ |
| Куш 20′           | (отчёт) |              |

| ФРГ                   | 2:2     | Чехословакия                     |
| --------------------- | ------- | -------------------------------- |
| - Шефер 59′ - Ран 70′ | (отчёт) | - Дворжак 24′ (пен.) - Зикан 43′ |

| Аргентина                                       | 3:1     | Северная Ирландия |
| ----------------------------------------------- | ------- | ----------------- |
| - Корбатта 38′ (пен.) - Менендес 55′ - Авио 59′ | (отчёт) | Макпарланд 3′     |

| ФРГ                    | 2:2     | Северная Ирландия  |
| ---------------------- | ------- | ------------------ |
| - Ран 20′ - Зеелер 79′ | (отчёт) | Макпарланд 19′ 60′ |

| Чехословакия                                                  | 6:1     | Аргентина           |
| ------------------------------------------------------------- | ------- | ------------------- |
| - Дворжак 8′ - Зикан 17′ 40′ - Феурейсл 69′ - Говорка 82′ 89′ | (отчёт) | Корбатта 65′ (пен.) |

#### Плей-офф: Северная Ирландия — Чехословакия
| Северная Ирландия  | 2:1 (доп. вр.) | Чехословакия |
| ------------------ | -------------- | ------------ |
| Макпарланд 44′ 99′ | (отчёт)        | Зикан 19′    |

### Группа 2
| Поз | Команда   | И | В | Н | П | МЗ | МП | СМ    | РМ | О | Квалификация     |
| --- | --------- | - | - | - | - | -- | -- | ----- | -- | - | ---------------- |
| 1   | Франция   | 3 | 2 | 0 | 1 | 11 | 7  | 1,571 | +4 | 4 | Выход в плей-офф |
| 2   | Югославия | 3 | 1 | 2 | 0 | 7  | 6  | 1,167 | +1 | 4 | Выход в плей-офф |
| 3   | Парагвай  | 3 | 1 | 1 | 1 | 9  | 12 | 0,750 | −3 | 3 |                  |
| 4   | Шотландия | 3 | 0 | 1 | 2 | 4  | 6  | 0,667 | −2 | 1 |                  |

| Франция                                                                     | 7:3     | Парагвай                               |
| --------------------------------------------------------------------------- | ------- | -------------------------------------- |
| - Фонтен 24′ 30′ 67′ - Пьянтони 52′ - Висньески 61′ - Копа 70′ - Венсан 83′ | (отчёт) | - Амарилья 20′ 44′ (пен.) - Ромеро 50′ |

| Югославия    | 1:1     | Шотландия  |
| ------------ | ------- | ---------- |
| Петакович 6′ | (отчёт) | Мюррей 49′ |

| Югославия                             | 3:2     | Франция       |
| ------------------------------------- | ------- | ------------- |
| - Петакович 16′ - Веселинович 63′ 88′ | (отчёт) | Фонтен 4′ 85′ |

| Парагвай                          | 3:2     | Шотландия                 |
| --------------------------------- | ------- | ------------------------- |
| - Агуэро 4′ - Ре 45′ - Пароди 73′ | (отчёт) | - Мьюди 24′ - Коллинз 76′ |

| Франция                 | 2:1     | Шотландия |
| ----------------------- | ------- | --------- |
| - Копа 22′ - Фонтен 44′ | (отчёт) | Бэрд 66′  |

| Парагвай                               | 3:3     | Югославия                                      |
| -------------------------------------- | ------- | ---------------------------------------------- |
| - Пароди 20′ - Агуэро 49′ - Ромеро 80′ | (отчёт) | - Огнянович 12′ - Веселинович 29′ - Райков 73′ |

### Группа 3
| Поз | Команда | И | В | Н | П | МЗ | МП | СМ    | РМ | О | Квалификация     |
| --- | ------- | - | - | - | - | -- | -- | ----- | -- | - | ---------------- |
| 1   | Швеция  | 3 | 2 | 1 | 0 | 5  | 1  | 5,000 | +4 | 5 | Выход в плей-офф |
| 2   | Уэльс   | 3 | 0 | 3 | 0 | 2  | 2  | 1,000 | 0  | 3 | Выход в плей-офф |
| 3   | Венгрия | 3 | 1 | 1 | 1 | 6  | 3  | 2,000 | +3 | 3 |                  |
| 4   | Мексика | 3 | 0 | 1 | 2 | 1  | 8  | 0,125 | −7 | 1 |                  |

1. 1 2  Второе место определилось в матче плей-офф: Уэльс 2:1 Венгрия.

| Швеция                                    | 3:0     | Мексика |
| ----------------------------------------- | ------- | ------- |
| - Симонссон 17′ 64′ - Лидхольм 57′ (пен.) | (отчёт) |         |

| Венгрия  | 1:1     | Уэльс          |
| -------- | ------- | -------------- |
| Божик 5′ | (отчёт) | Дж. Чарльз 27′ |

| Мексика       | 1:1     | Уэльс          |
| ------------- | ------- | -------------- |
| Бельмонте 89′ | (отчёт) | А. Оллчерч 32′ |

| Швеция         | 2:1     | Венгрия  |
| -------------- | ------- | -------- |
| Хамрин 34′ 55′ | (отчёт) | Тихи 77′ |

| Швеция | 0:0     | Уэльс |
| ------ | ------- | ----- |
|        | (отчёт) |       |

| Венгрия                                  | 4:0     | Мексика |
| ---------------------------------------- | ------- | ------- |
| - Тихи 19′ 46′ - Шандор 54′ - Бенчич 69′ | (отчёт) |         |

#### Плей-офф: Уэльс — Венгрия
| Уэльс                         | 2:1     | Венгрия  |
| ----------------------------- | ------- | -------- |
| - А. Оллчерч 55′ - Медуин 76′ | (отчёт) | Тихи 33′ |

### Группа 4
| Поз | Команда  | И | В | Н | П | МЗ | МП | СМ    | РМ | О | Квалификация     |
| --- | -------- | - | - | - | - | -- | -- | ----- | -- | - | ---------------- |
| 1   | Бразилия | 3 | 2 | 1 | 0 | 5  | 0  | —     | +5 | 5 | Выход в плей-офф |
| 2   | СССР     | 3 | 1 | 1 | 1 | 4  | 4  | 1,000 | 0  | 3 | Выход в плей-офф |
| 3   | Англия   | 3 | 0 | 3 | 0 | 4  | 4  | 1,000 | 0  | 3 |                  |
| 4   | Австрия  | 3 | 0 | 1 | 2 | 2  | 7  | 0,286 | −5 | 1 |                  |

1. 1 2  Второе место определилось в матче плей-офф: СССР 1:0 Англия.

| Бразилия                        | 3:0     | Австрия |
| ------------------------------- | ------- | ------- |
| - Алтафини 38′ 89′ - Сантос 49′ | (отчёт) |         |

| СССР                          | 2:2     | Англия                         |
| ----------------------------- | ------- | ------------------------------ |
| - Симонян 13′ - А. Иванов 55′ | (отчёт) | - Кеван 66′ - Финни 85′ (пен.) |

| Бразилия | 0:0     | Англия |
| -------- | ------- | ------ |
|          | (отчёт) |        |

| СССР                        | 2:0     | Австрия |
| --------------------------- | ------- | ------- |
| - Ильин 15′ - В. Иванов 63′ | (отчёт) |         |

| Англия                  | 2:2     | Австрия                   |
| ----------------------- | ------- | ------------------------- |
| - Хейнс 56′ - Кеван 73′ | (отчёт) | - Коллер 16′ - Кёрнер 70′ |

| Бразилия    | 2:0     | СССР |
| ----------- | ------- | ---- |
| Вава 3′ 77′ | (отчёт) |      |

#### Плей-офф: СССР — Англия
| СССР      | 1:0     | Англия |
| --------- | ------- | ------ |
| Ильин 68′ | (отчёт) |        |

## Плей-офф

### Сетка
|  | 1/4 финала           | 1/4 финала         |                    |   | Полуфиналы        | Полуфиналы        |  |  | Финал | Финал |
|  |                      |                    |                    |   |                   |                   |  |  |       |       |
|  | 19 июня — Гётеборг   |                    |                    |   |                   |                   |  |  |       |       |
|  |                      |                    |                    |   |                   |                   |  |  |       |       |
|  | Бразилия             | 1                  |                    |   |                   |                   |  |  |       |       |
|  | Бразилия             | 1                  | 24 июня — Сольна   |   |                   |                   |  |  |       |       |
|  | Уэльс                | 0                  |                    |   |                   |                   |  |  |       |       |
|  | Уэльс                | 0                  | Бразилия           | 5 |                   |                   |  |  |       |       |
|  | 19 июня — Норрчёпинг |                    | Бразилия           | 5 |                   |                   |  |  |       |       |
|  |                      | Франция            | 2                  |   |                   |                   |  |  |       |       |
|  | Франция              | Франция            | 2                  | 4 |                   |                   |  |  |       |       |
|  | Франция              |                    | 29 июня — Сольна   | 4 |                   |                   |  |  |       |       |
|  | Северная Ирландия    | 0                  |                    |   |                   |                   |  |  |       |       |
|  | Северная Ирландия    | 0                  | Бразилия           | 5 |                   |                   |  |  |       |       |
|  | 19 июня — Сольна     |                    | Бразилия           | 5 |                   |                   |  |  |       |       |
|  |                      | Швеция             | 2                  |   |                   |                   |  |  |       |       |
|  | Швеция               | Швеция             | 2                  | 2 |                   |                   |  |  |       |       |
|  | Швеция               | 24 июня — Гётеборг |                    | 2 |                   |                   |  |  |       |       |
|  | СССР                 | 0                  |                    |   |                   |                   |  |  |       |       |
|  | СССР                 | 0                  | Швеция             | 3 |                   |                   |  |  |       |       |
|  | 19 июня — Мальмё     |                    | Швеция             | 3 |                   |                   |  |  |       |       |
|  |                      | ФРГ                | 1                  |   | Матч за 3-е место | Матч за 3-е место |  |  |       |       |
|  | ФРГ                  | ФРГ                | 1                  | 1 | Матч за 3-е место | Матч за 3-е место |  |  |       |       |
|  | ФРГ                  |                    | 28 июня — Гётеборг | 1 |                   |                   |  |  |       |       |
|  | Югославия            | 0                  |                    |   |                   |                   |  |  |       |       |
|  | Югославия            | 0                  | Франция            | 6 |                   |                   |  |  |       |       |
|  |                      |                    |                    |   |                   |                   |  |  |       |       |
|  | ФРГ                  | 3                  |                    |   |                   |                   |  |  |       |       |
|  | ФРГ                  | 3                  |                    |   |                   |                   |  |  |       |       |

### Четвертьфиналы
| Бразилия | 1:0     | Уэльс |
| -------- | ------- | ----- |
| Пеле 66′ | (отчёт) |       |

| Франция                                         | 4:0     | Северная Ирландия |
| ----------------------------------------------- | ------- | ----------------- |
| - Висньески 44′ - Фонтен 55′ 63′ - Пьянтони 68′ | (отчёт) |                   |

| Швеция                       | 2:0     | СССР |
| ---------------------------- | ------- | ---- |
| - Хамрин 49′ - Симонссон 88′ | (отчёт) |      |

| ФРГ     | 1:0     | Югославия |
| ------- | ------- | --------- |
| Ран 12′ | (отчёт) |           |

### Полуфиналы
| Бразилия                                | 5:2     | Франция                    |
| --------------------------------------- | ------- | -------------------------- |
| - Вава 2′ - Диди 39′ - Пеле 52′ 64′ 75′ | (отчёт) | - Фонтен 9′ - Пьянтони 83′ |

| Швеция                                 | 3:1     | ФРГ       |
| -------------------------------------- | ------- | --------- |
| - Скоглунд 32′ - Грен 81′ - Хамрин 88′ | (отчёт) | Шефер 24′ |

### Матч за 3-е место
| Франция                                              | 6:3     | ФРГ                                   |
| ---------------------------------------------------- | ------- | ------------------------------------- |
| - Фонтен 16′ 36′ 78′ 89′ - Копа 27′ (пен.) - Дуи 50′ | (отчёт) | - Цеслярчик 18′ - Ран 52′ - Шефер 84′ |

### Финал
| Бразилия                                   | 5:2     | Швеция                        |
| ------------------------------------------ | ------- | ----------------------------- |
| - Вава 9′ 32′ - Пеле 55′ 90′ - Загалло 68′ | (отчёт) | - Лидхольм 4′ - Симонссон 80′ |

## Лучшие бомбардиры
| 13 мячей - Жюст Фонтен 6 мячей - Пеле - Хельмут Ран 5 мячей - Вава - Питер Макпарланд 4 мяча - Зденек Зикан - Роже Пьянтони - Лайош Тихи - Курт Хамрин - Агне Симонссон 3 мяча - Оресте Корбатта - Ханс Шефер - Тодор Веселинович | 2 мяча - Жозе Алтафини - Милан Дворжак - Вацлав Говорка - Дерек Кеван - Уве Зеелер - Флоренсио Амарилья - Хосе Пароди - Хуан Агуэро - Хорхе Ромеро - Айвор Оллчерч - Марьян Висньески - Раймон Копа - Анатолий Ильин - Нильс Лидхольм - Александар Петакович | 1 мяч - Людовико Авио - Норберто Мендес - Карл Коллер - Альфред Кёрнер - Диди - Нилтон Сантос - Марио Загалло - Иржи Феурейсл - Том Финни - Джонни Хейнс - Ивон Дуи - Жан Венсан - Ханс Цеслярчик - Йожеф Бенчич - Йожеф Божик - Карой Шандор | 1 мяч (продолжение) - Хайме Бельмонте - Уилбур Куш - Кайетано Ре - Сэмми Бэрд - Бобби Коллинз - Джимми Мюррей - Джеки Мьюди - Александр Иванов - Валентин Иванов - Никита Симонян - Гуннар Грен - Леннарт Скоглунд - Джон Чарльз - Терри Медуин - Радивое Огнянович - Здравко Райков |

## Впервые
- В квалификационных соревнованиях на чемпионат мира приняли участие 53 сборные, это самое большое количество команд за все предыдущие чемпионаты.
- Забит 500-й гол на чемпионатах мира — Бобби Коллинз (Шотландия) в матче против команды Парагвая на 75-й минуте.
- Первый и пока единственный раз в финальной части чемпионата принимали участие все 4 британские сборные: (Англия, Шотландия, Уэльс и Северная Ирландия), причём только две последние из них (и традиционно считающиеся слабейшими) смогли преодолеть первую (групповую) стадию турнира.
- С этого чемпионата мира начала принимать участие сборная СССР.
- Чемпионат мира, проходивший в Европе, выиграла неевропейская сборная.

## В филателии

Почтовые марки СССР, 1958 год
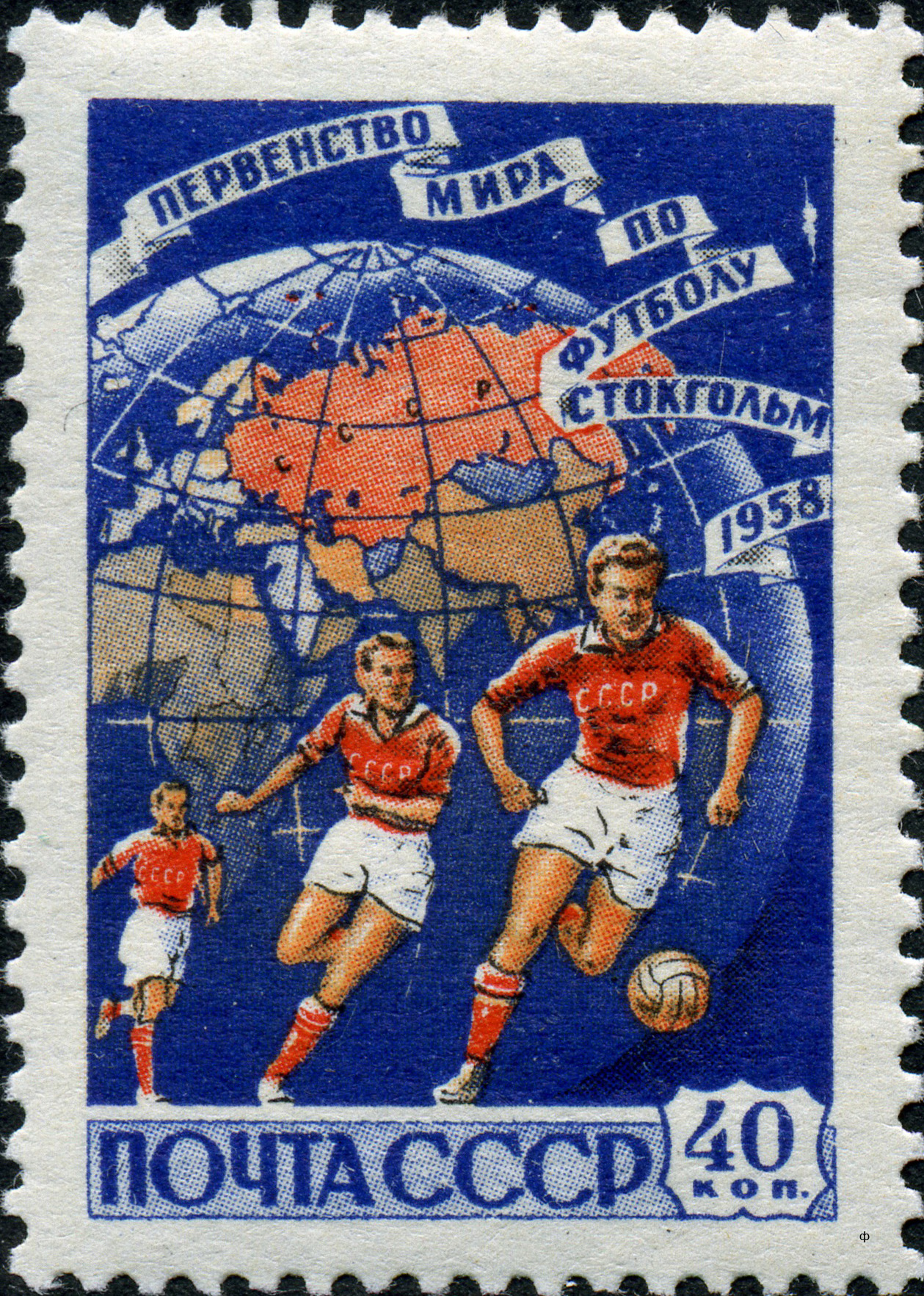
Марка СССР, номинал 40 копеек
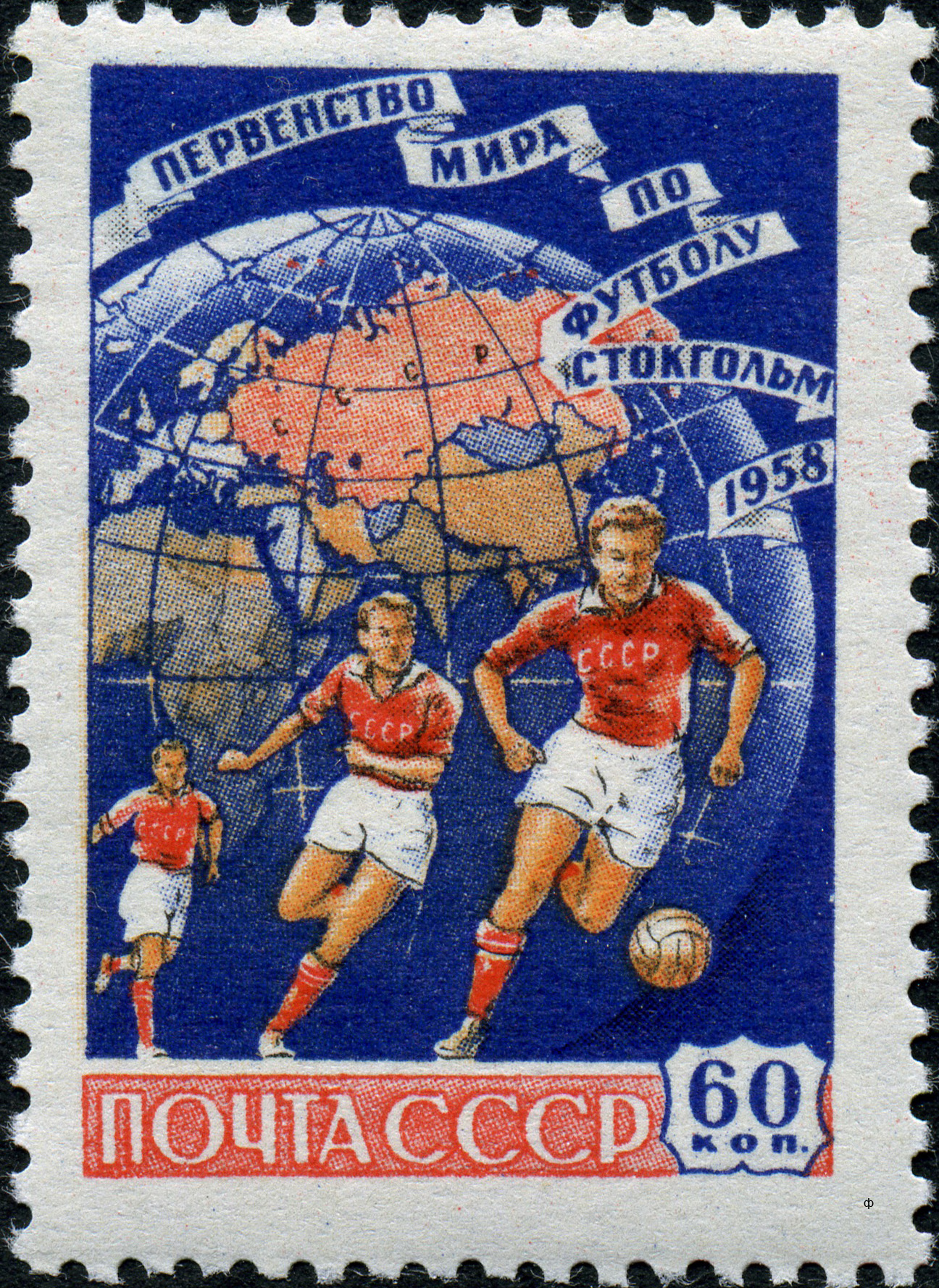
Марка СССР, номинал 60 копеек

## В кино
- Пеле: Рождение легенды
- Конспирация 58

## Комментарии
1. ↑  Сэмми Бэрд (Шотландия) не реализовал пенальти (33', штанга).
2. ↑   Нильс Лидхольм (Швеция) не забил пенальти (69', мимо).